# Saducismus Triumphatus

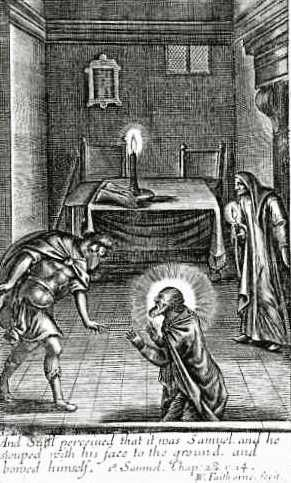
Le Médium d'Endor: du frontispice du livre Saducismus Triumphatus de Joseph Glanvill.

Saducismus triumphatus est un livre traitant des sorcières écrit par Joseph Glanvill, publié à titre posthume en Angleterre en 1681.
L'éditeur est probablement Henry More, qui a contribué de façon certaine au volume ; des annotations au sujet de la sorcellerie en Suède ont été ajoutées par Anthony Horneck aux éditions suivantes. Sur celle de 1683, cela représente de longues appendices. La contribution de Horneck s'appuie sur un pamphlet néerlandais de 1670,.
Le livre affirme l'existence de sorcières maléfiques aux pouvoirs magiques surnaturels, et attaque le scepticisme concernant leurs compétences. Glanvill associe ces sceptiques aux Sadducéens, une secte juive du temps de Jésus qui étaient réputés pour nier l'immortalité de l'âme, d'où le titre du livre : Saducismus triumphatus signifie en latin « La défaite des Sadducéens ». Le livre analyse aussi une ancienne histoire de poltergeist intitulée Drummer of Tedworth (« Le tambour de Tedworth »).

## Influence

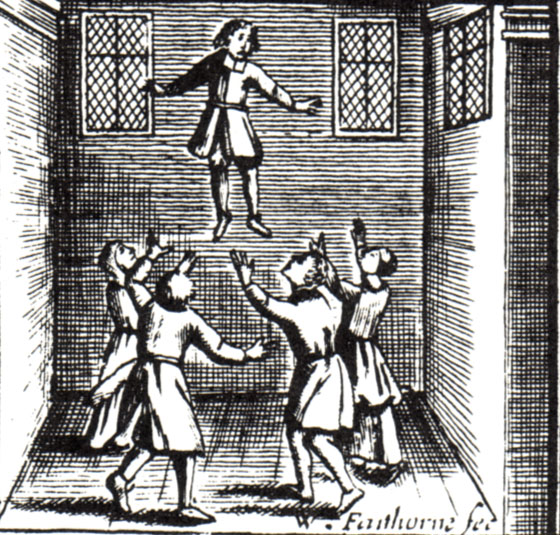
Illustration de la lévitation d'un enfant.

Le livre influence fortement Cotton Mather dans son Discours sur la Sorcellerie (1689) et les procès des Sorcières de Salem (1692-1693). Le livre Merveilles du Monde Invisible, écrit en 1693 par Mather, est largement inspiré du livre de Glanvill et de ses rapports, en particulier ce qui concerne le procès de la sorcière de Mora en 1669.